# شارع مونكيبيرغ

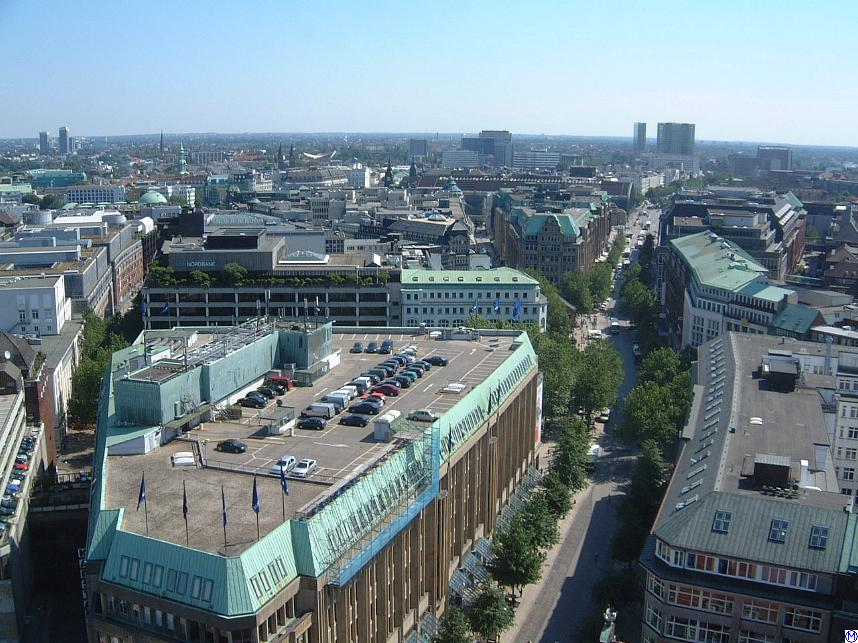
شارع مونكيبيرغ من الجو

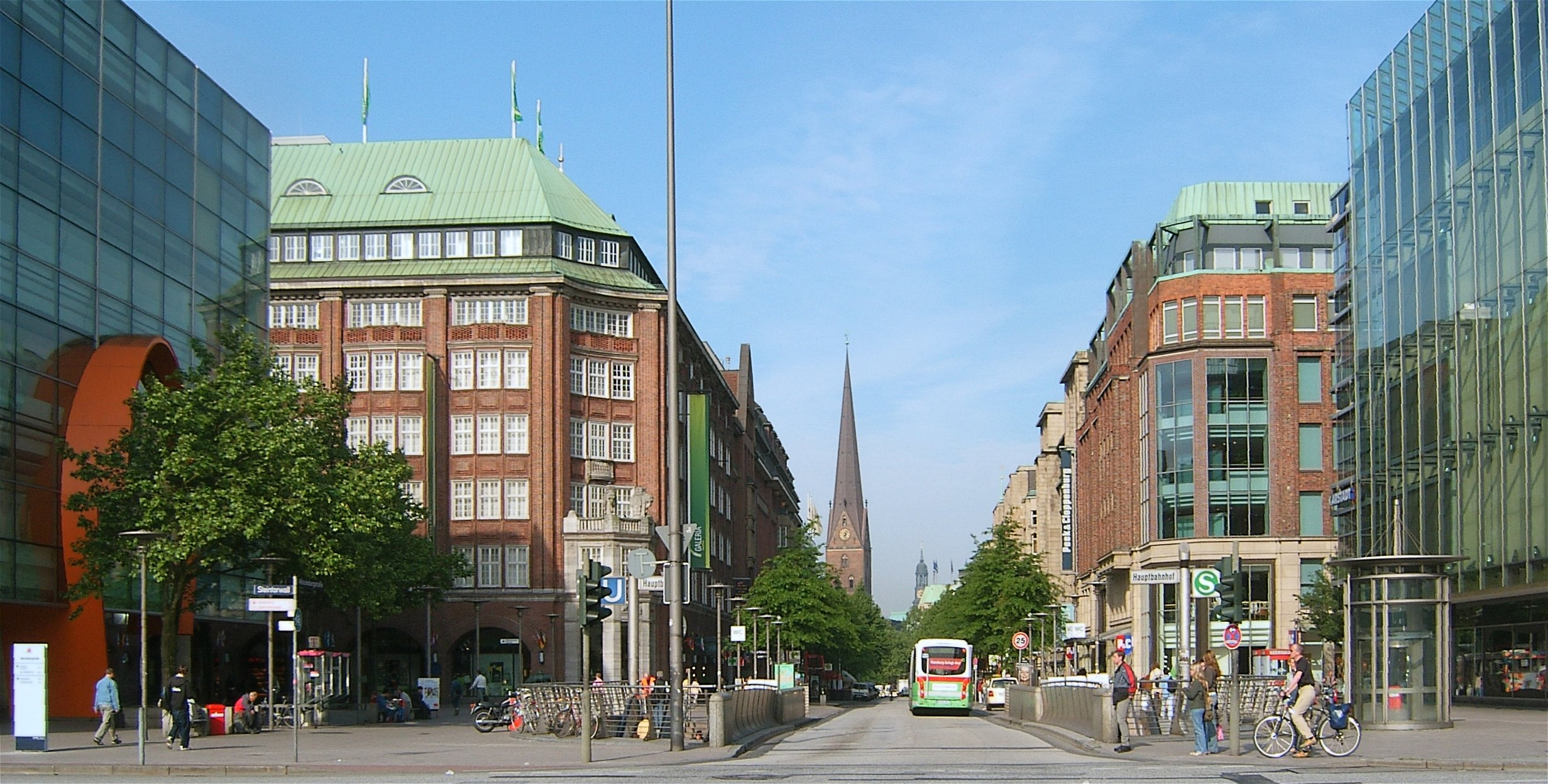
View from Centralstation

شارع مونكيبيرغ (بالألمانية: Mönckebergstraße) (لفظ ألماني: مونكيبيرغ شتراسه) هو أهم شارع في مدينة هامبورغ الألمانية. تأتي تسميته نسبة إلى عمدة سابق للمدينة يدعى يوهان غيورغ مونكيبيرغ، عرفانا له ولخططه لتنظيم هامبورغ، حيث ربط هذا الشارع منذ عام 1908 محطة قطارات هامبورغ الرئيسية بمبنى بلدية هامبورغ، تم تحديده مجددا بين عامي 1911 و1913.
اليوم يعد هذا الشارع أحد أهم شوارع ألمانيا التجارية لكثرة المحال التجارية ودور الأزياء والمطاعم والفنادق على جانبيه. أدناه توجد سكة قطارات تحت أرضية تربط محطة القطارات بمبنى البلدية. يسمح فقط بمرور الحافلات العمومية وسيارات الأجرة فيه، وهو مخصص بشكل كبير للمشاة. في وسطه، وبالتحديد في الدور الأرضي لسوق كبير به، يمر خط الطول الجغرافي العاشر.

## معرض صور

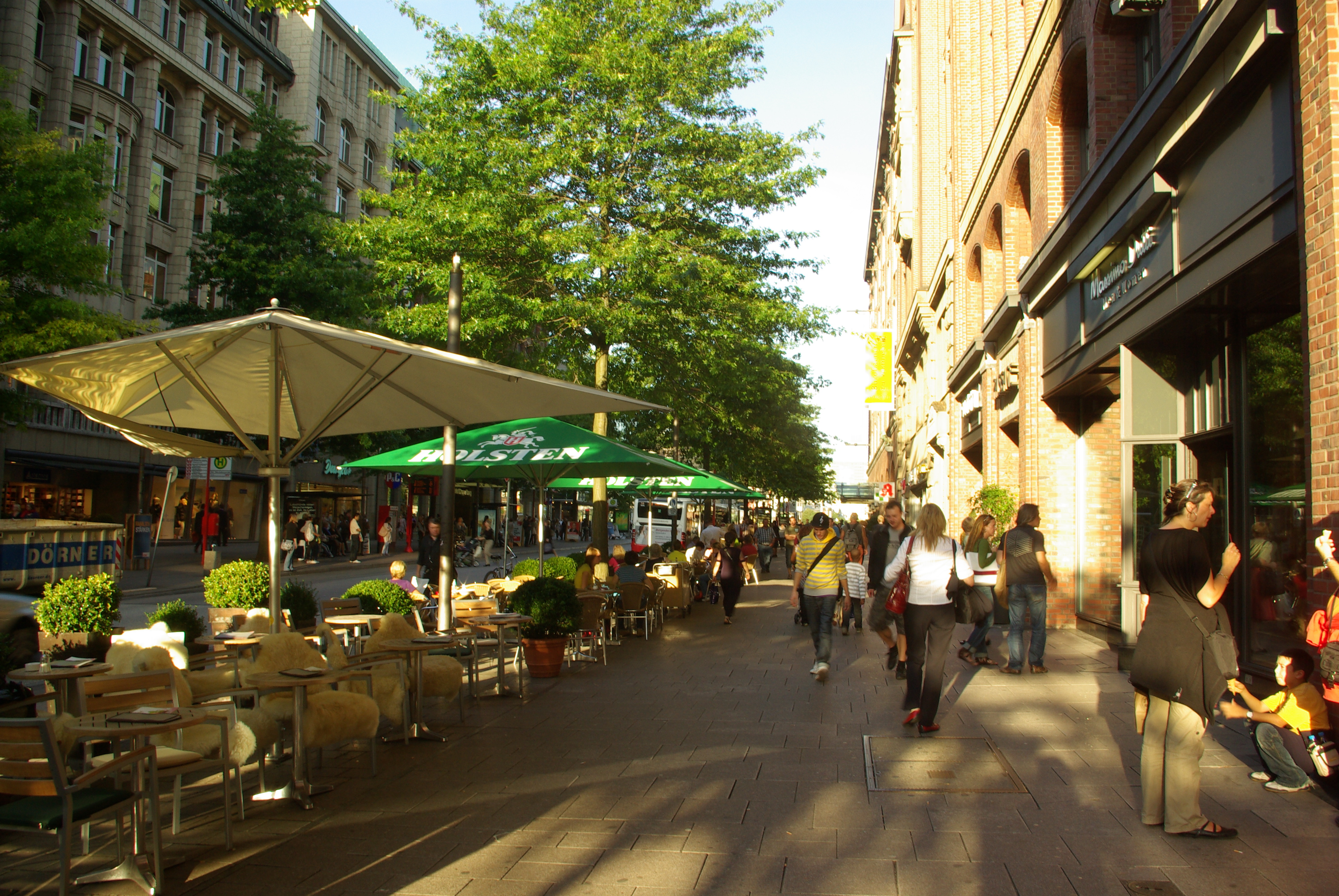
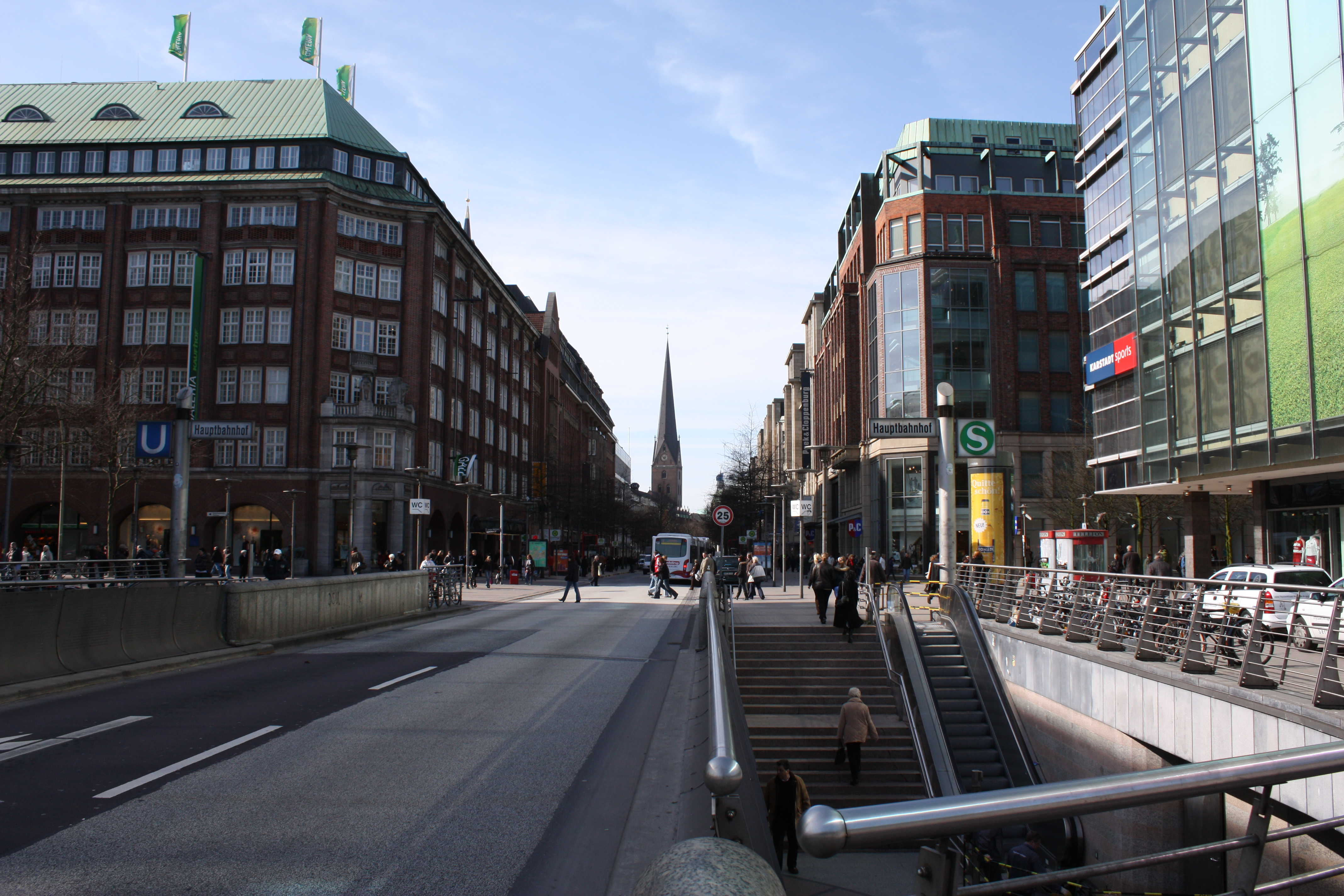
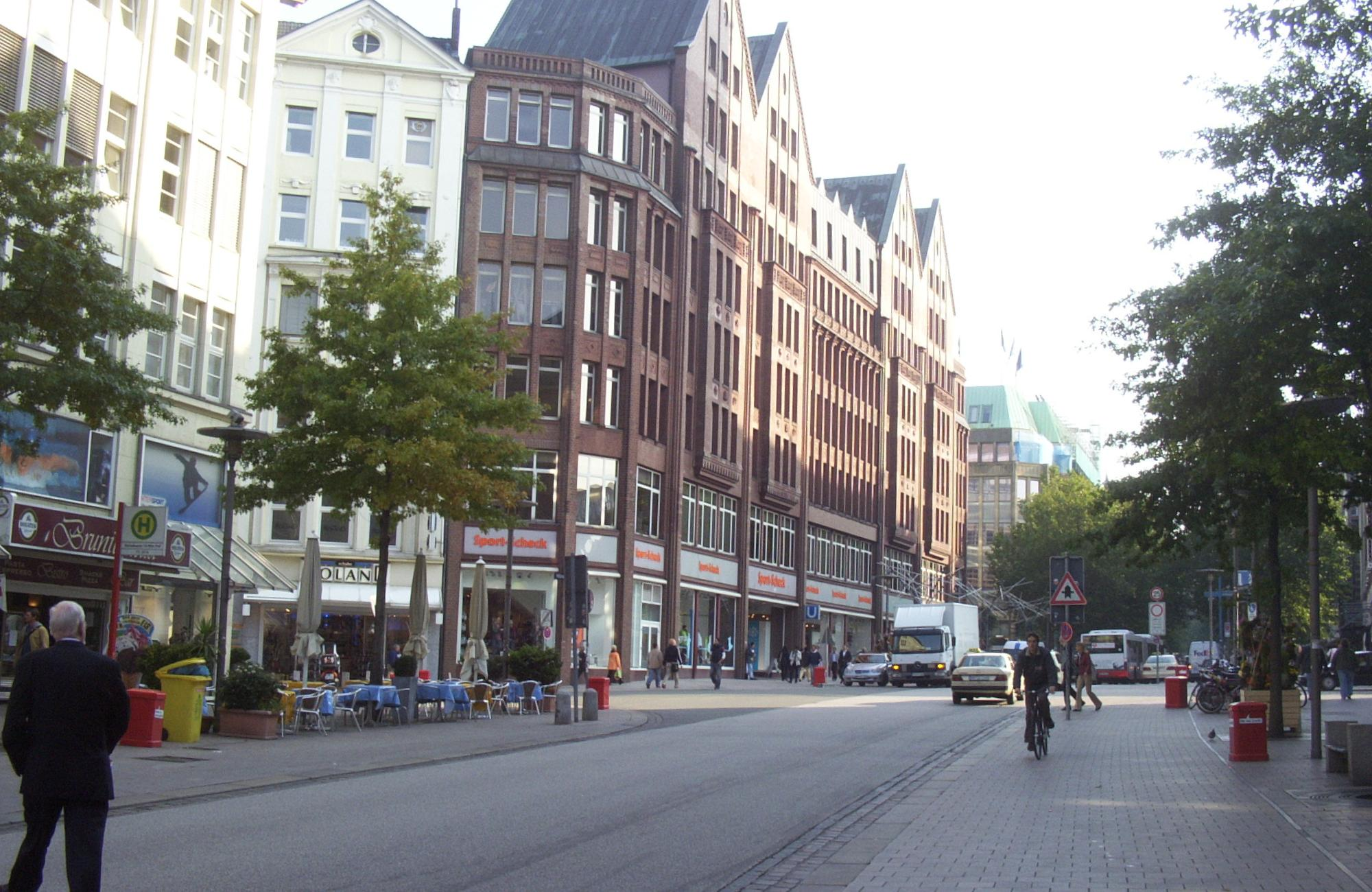